# Estación de Jerusalén Yitzjak Navón
La estación de Jerusalén Yitzjak Navón (en hebreo: תחנת הרכבת ירושלים – יצחק נבון‎, Tahanat HaRakevet Yerushalaim–Yitzhak Navon, originalmente llamada estación de Jerusalén–HaUma) es una estación de ferrocarril de Israel Railways en Jerusalén. La estación lleva el nombre de Yitzjak Navón, quinto presidente de Israel y natural de Jerusalén.
La estación es la terminal oriental del ferrocarril Tel Aviv-Jerusalén. Es la estación de pasajeros de ferrocarril más profunda del mundo y la cuarta estación subterránea más profunda del mundo, con sus plataformas que se extienden hasta 80 metros por debajo del nivel de la calle. Se encuentra cerca de Binyanei HaUma y forma parte de un importante centro de transporte público, ubicado junto a la estación central de autobuses de Jerusalén, así como al lado de una estación que sirve a las líneas actuales y futuras del tren ligero de Jerusalén.
La construcción de la estación comenzó en 2007 y se completó en 2018 a un costo de aproximadamente NIS500 millones (aprox. US$140 millones). La entrada de la estación se encuentra a una altitud de 815 metros, con la mayoría de los 60 000 metros cuadrados de superficie de la estación ubicados bajo tierra. La longitud de las plataformas es de 300 metros. La estación puede funcionar como refugio en caso de un ataque convencional, biológico o químico, pudiendo brindar refugio a 5000 personas.